# Люди Майбутнього
«Люди Майбутнього» — фонд Святослава Вакарчука, створений 2009 року. Створений з метою сприяння розвитку освіти та науки, реалізації науково-освітніх програм; сприяння розвитку культури, в тому числі реалізації програм національно-культурного розвитку; підтримки інтелектуалів, науковців, митців; сприяння розвитку культурних цінностей та мистецтва; надання допомоги талановитій творчій молоді та інше. Серед проєктів також конкурс з ідей по енергоощадженню: сонячна енергія, теплові насоси, сучасні види вентиляції, кондиціонування. 

## Проекти
Ще до створення фонду співак брав участь у низці проєктів:
- «Створення безпечного середовища для молоді в Україні» (2006),
- «Книга творить Людину» (2007),
- «Книга творить Людину — Людина творить Країну» (2009).

Після створення фонду «Люди Майбутнього» здійснено проєкт «Освіта Країною»: 30 переможців конкурсу на участь у проєкт «Освіта Країною» отримали від фонду грант на двомісячне навчання (лютий-березень 2010 року) в одному з провідних університетів України. Це дозволило молодим людям познайомитися зі своїми однолітками в інших містах та здобути новий досвід під час навчання та перебування в іншому місті.
«3D-Проєкт: Dумай! Dій! Dопомагай!» — соціальна ініціатива спрямована на розв'язання проблеми комп'ютеризації дитячих будинків, створення мережі волонтерів для неформальної освіти дітей-сиріт та формування культури благодійності загалом. Кожен охочий може переказати гроші фонду, або стати волонтером і допомогти дітям навчатися.